# Satoshi Kon
Satoshi Kon (今敏 Kon Satoshi?) (Kushiro, Hokkaidō, Japón, 12 de octubre de 1963 - 24 de agosto de 2010) fue un reconocido artista manga y director de películas de anime como Perfect Blue (1997), Millennium Actress (2001), Tokyo Godfathers (2003) y Paprika (2006), así como de la serie de televisión Paranoia Agent (2004). Todos sus trabajos como director fueron realizados por el estudio Madhouse, donde dirigió un equipo de trabajo junto con Rintaro y Yoshiaki Kawajiri. Sus filmes se caracterizaron por la complejidad psicológica, personajes realistas, los diseños de escenarios y la mezcla de la realidad y los sueños. Es considerado una de las más grandes mentes del anime.[cita requerida]

## Biografía
Satoshi Kon nació el 12 de octubre de 1963. Debido al traslado laboral de su padre, su educación desde el cuarto grado de primaria hasta el segundo grado de secundaria se basó en Sapporo donde fue compañero de clase y amigo del mangaka Seihō Takizawa. Mientras asistía a la escuela secundaria Hokkaido Kushiro Koryo aspiraba a convertirse en animador. Ingresó al curso de Diseño Gráfico de la Universidad de Arte Musashino en 1982.
Ya en la universidad, hizo su debut como artista de manga con la obra cortaToriko (1984) y obtuvo el segundo puesto en los 10º Premios Anuales Tetsuya Chiba de la revista manga Young Magazine de la editorial Kodansha. Posteriormente, encontró trabajo como asistente de Katsuhiro Otomo. Tras graduarse de la universidad en 1987, escribió el manga de un solo volumen Kaikisen (1990) y también el guion de la película de acción real de Otomo ¡Que Horror de Apartmento!.
En 1991, trabajó por primera vez en el anime como animador y diseñador de fondo para la película Roujin Z, escrita también por Otomo.
En 1992 comenzó a trabajar como guionista, maquetador y diseñador de fondo para Magnetic Rose dirigida por Koji Morimoto, uno de los tres cortometrajes del ómnibus de 1995 Memories de Katsuhiro Otomo. Esta fue la primera vez que adoptó "la fusión de la fantasía y la realidad" como tema de su obra.
En 1993 trabajó como uno de los cinco artistas de diseño en Patlabor 2: The Movie de Mamoru Oshii, junto con otras películas animadas. Hizo su debut como director con el episodio 5 de la OVA de JoJo's Bizarre Adventure de 1993-1994, donde también escribió el guion y guion gráfico.
Tras esto trabajó con Mamoru Oshii en el manga Seraphim: Wings of 266,613,336, escrito por Oshii y dibujado por Kon. El manga se serializó en la revista mensual de anime Animage a partir de 1994. Sin embargo, a medida que avanzaba la serie, las opiniones de Kon y Oshii se alejaron, y la serie hizo una pausa y quedó inconclusa. Después de este trabajo, Kon finalizó su carrera como dibujante de manga y se dedicó a hacer anime.

### Últimos años
En Ohayō, comienza a trabajar en su siguiente película The Dream Machine. En mayo de 2010, al diagnosticarle cáncer pancreático terminal y darle solo medio año de vida, decide retirarse y vivir el resto de sus días en casa. Antes de su muerte, escribió un mensaje de despedida que se publicó en su blog (Kon's Tone) un día después de su muerte. Finalmente, murió el 24 de agosto de 2010 a la edad de 46 años.

## Películas

### Director
- Perfect Blue (パーフェクト・ブルー; Pāfekuto Burū) (1997)
- Millennium Actress (千年女優; Sennen Joyū) (2001)
- Tokyo Godfathers (東京ゴッドファーザーズ; Tōkyō Goddofāzāzu) (2003)
- Paprika (パプリカ; Papurika) (2006) - Basado en la novela de Yasutaka Tsutsui.
- Dreaming Machine (2015) inacabada, el estudio MADHOUSE decidió reanudar el proyecto tras el fallecimiento de Kon.

### Guionista
- World Apartment Horror (ワールドアパートメントホラー; (Waarudo Apaatomento Horaa) (1991) (con Katsuhiro Ōtomo)
- Memorias - Magnetic Rose (1996) - (con Katsuhiro Ōtomo)

### Diseño de animación
- Roujin Z (Composición) (1991)
- Patlabor 2 (Diseño de escenas) (1993)

## Televisión
- Paranoia Agent (Mousou Dairinin/妄想代理人) - 2004

Es un anime de estudio Madhouse que trata varios problemas que reflejan a la sociedad japonesa, enlazados en forma de historia a través del Chico del Bate. 

El anime consta de 13 episodios de 24 minutos cada uno.
- Ohayō (オハヨウ) - 2008

Es un cortometraje de un minuto, su nombre traducido al español es Buenos Días.
En el cortometraje vemos a una chica joven despertándose y levantándose de la cama medio dormida.
Formó parte de una serie de quince cortometrajes, todos de un minuto de duración, que se transmitieron por la cadena de televisión japonesa NHK entre mayo de 2007 y 2008. Concebido como piezas acompañantes en el programa de Ani-Kuri y como cortinillas entre la programación regular.

## OVA
- Jojo no kimyō na bōken Episodio 5 (1993) (Diseño de escenas)

## Manga
- La campanilla de Navidad (Joyful Bell) (1987)
- Regreso al mar (海帰線; Kaikisen), 1990.
- Seraphim - 266613336 Wings, (con Mamoru Oshii), 1995. - Solo publicado en revista.
- Opus, 1995.
- Historias cortas de Satoshi Kon.